# Charles-Henri Feydeau de Brou
Charles Henri Feydeau de Brou est un maître des requêtes et administrateur français de l'Ancien Régime, né à Paris le 25 août 1754 et mort à Paris le 19 frimaire an XI (10 décembre 1802).

## Biographie

### Famille
Charles-Henri Feydeau de Brou est le fils d'Antoine Paul Joseph Feydeau (1731-1762), marquis de Brou, et de Justine Boucot de Dormans (1736-1793), petit-fils de Paul-Esprit Feydeau de Brou (1682-1767), garde des sceaux de France.
Il s'est marié à Paris le 14 décembre 1778, par contrat du 8 décembre 1778, avec Marie Gabrielle Olive de Lamoignon (1761-1842), fille de Chrétien-François de Lamoignon (1735-1789), marquis de Basville, garde des sceaux de France en 1787-1788, et de Marie Élisabeth Berryer (1740-1831).

### Carrière
Il a d'abord été avocat du roi au Châtelet, nommé le 8 juillet 1772, puis maître des requêtes entre 1775 et 1780. Il a fait ensuite une carrière d'intendant d'abord dans la généralité de Bourges entre juin 1776 et 1779, puis en tant qu'intendant de la généralité de Bourgogne entre février 1780 et 1783, avant d'être intendant de la généralité de Caen, entre 1783 et 1787. Il a été directeur général des économats en 1782.
Il est nommé conseiller d'État semestre le 7 janvier 1787.

### Honneurs
Charles-Henri Feydeau de Brou reçut les honneurs des Entrées de la chambre du roi en 1783.

## Écrits
Il est l'auteur de :
Theses philosophicas tueri conabitur Carolus Henricus Feydeau de Brou die martis vigesimas prima junii 1768, ..., Paris, 1768.